# Umbanda
Umbanda (Portugese uitspraak: [ũˈbɐ̃dɐ]) is een syncretistische Braziliaanse religie die Afrikaanse tradities koppelt aan rooms katholicisme, Spiritisme, en overtuigingen van oorspronkelijke bewoners van het Amerikaanse continent. Hoewel sommige overtuigingen en de meeste uitingsvormen al in de late 19e eeuw in bijna geheel Brazilië voorkwamen, wordt aangenomen dat Umbanda oorspronkelijk begin 20e eeuw tot stand kwam in Rio de Janeiro en de omliggende gebieden. Het ontstaan van de beweging wordt vooral gekoppeld aan het werk van een helderziend medium genaamd Zélio Fernandino de Moraes, die Umbanda praktiseerde onder de arme Afro-Braziliaanse bevolking. Sindsdien heeft Umbanda zich verspreid over (vooral) zuidelijk Brazilië en buurlanden als Argentinië en Uruguay.
Umbanda heeft vele takken, ieder met verschillende overtuigingen en praktijken. Enkele overkoepelende overtuigingen zijn het bestaan van een allerhoogste Creator onder de naam Olodumare. Ook wordt er algemeen geloofd in het bestaan van godheden genaamd Orixás, de meeste waarvan gesyncretiseerd zijn met Katholieke heiligen die optreden als goddelijke energie en natuurkrachten; geesten van overledenen die met hun raad en bijstand praktisanten door de problemen in de materiële wereld heen kunnen gidsen; helderzienden, of mediums, die een natuurlijke aanleg hebben die verder getraind en geperfectioneerd kan worden om boodschappen uit de spirituele wereld der Orixás en hulpgeesten over te brengen; reïncarnatie en spirituele evolutie door vele materiele levens (karmische wet) en de praktijk van geven aan goede doelen en sociale broederschap.

## Drie primaire geloofsartikelen
De drie belangrijkste geloofsartikelen van Umbandisten zijn: het Pantheon, de Geestenwereld, en Reincarnatie.

### Pantheon
De oppergod van Umbanda is behalve als Olodumare ook bekend onder de naam Olorum (of Zambi bij Umbanda d'Angola). Daarnaast zijn er een grote hoeveelheid bemiddelende godheden genaamd Orixás.
Belangrijkste Orixás
1. Oxalá (Gesyncretiseerd als Jezus)
2. Iemanjá (Vooral gesyncretiseerd als Onze Lieve Vrouw van de Stuurlui)
3. Xangô (Vooral gesyncretiseerd als Johannes de Doper)
4. Oxúm (Vooral gesyncretiseerd als Onze Lieve Vrouw van Aparecida)
5. Ogúm (Gesyncretiseerd als Sint Joris)
6. Oxóssi (Vooral gesyncretiseerd als Sint Sebastiaan)
7. Ibeji (Gesyncretiseerd als Sint Cosmas & Damian)
8. Omulu/Obaluayê (Vooral gesyncretiseerd als Lazarus van Bethany)
9. Iansã (Gesyncretiseerd als Sint Barbara)
10. Nanã (Gesyncretiseerd als Saint Anne)
11. Oxumaré (Gesyncretiseerd als Bartholomeus de Apostel)
12. Exu (Vooral gesyncretiseerd als Anthonius van Padua)